# 小行星5825
小行星5825（英語：5825 Rakuyou）是一颗围绕太阳公转的小行星。1990年1月21日，杉江淳在Dynic发现了此天体。
这颗小行星的绝对星等为292.9477189988944等。